# Khalil Mammadov
 (septembre 2022).
Pour les articles homonymes, voir Mammadov.
Khalil Mammadov (en azéri : Xəlil Məmməd oğlu Məmmədov, en russe : Халил Мамед оглы Мамедов ; né le 5 mai 1916 à Choucha et mort le 21 février 1989) est un officier soviétique azerbaïdjanais, héros de l'Union soviétique, général de division de la police, ministre des Affaires intérieures de la RSS d'Azerbaïdjan (1960-1965).

## Biographie
Après avoir obtenu son diplôme d'un collège industriel en 1937, Khalil Mammadovl travaille comme ingénieur dans une usine de la ville de Kyzyl-Arvat, au Turkménistan. En 1938, il est convoqué dans l'Armée rouge. Il termine les cours de formation pour le personnel de commandement. Conformément au décret du 24 mars 1945 le titre de Héros de l'Union soviétique est conféré à Kh. Mammadov avec la remise de l'Ordre de Lénine et de la médaille d'Étoile d'or. Le 23 février 1959, Khalil Mammadov reçoit le grade de commissaire de police du 3e rang. 

## Carrière
De 1960 à 1965 Kh. Mammadov est Ministre de l’Intérieur.
Dès 1965, Khalil Mammadov dirige le département des organes soviétiques du Conseil des ministres et, de 1971 à 1974, il est président du Comité d'État des sports et de l'éducation physique d'Azerbaïdjan.

## Décorations
- Médaille d'Étoile d'or no 4928 du héros de l'Union soviétique (24 mars 1945);
- Ordre de Lénine (24 mars 1945);
- Ordre du Drapeau rouge;
- Ordre d'Alexandre Nevski ;
- Ordre de la Guerre patriotique, 1re classe ;
- Ordre du Drapeau rouge du Travail ;
- deux ordres de l’Étoile rouge ;
- Ordre de l'Insigne d'honneur.